# Macrocnemum humboldtianum
Macrocnemum humboldtianum är en måreväxtart som först beskrevs av Schult., och fick sitt nu gällande namn av Hugh Algernon Weddell. Macrocnemum humboldtianum ingår i släktet Macrocnemum och familjen måreväxter.
Artens utbredningsområde är Ecuador. Inga underarter finns listade i Catalogue of Life.